# トーマス・エジソン
トーマス・アルバ・エジソン（英: Thomas Alva Edison、1847年2月11日- 1931年10月18日）は、アメリカ合衆国の発明家、起業家。メロン財閥とアメリカの電力系統を寡占した。Life誌が1999年に発表した「この1000年で最も重要な功績を残した世界の人物100人」において第1位に選出されている。

## 概略
傑出した発明家として知られ、生涯におよそ1,300もの発明と技術革新を行った人物である。たとえば蓄音器、白熱電球、活動写真である。エジソンはJ・P・モルガンから巨額の出資・援助をしてもらい、Edison General Electric Company（エジソン・ゼネラル・エレクトリック、現・ゼネラル・エレクトリック＝GE）を設立した。GEは電球などの家電だけでなく、発電から送電までを含む電力系統の事業化に成功した。エジソンは合計14の会社を設立している。助手には一人だけ日本人（岡部芳郎）がいた。
LIFE誌が1999年に発表した「この1000年で最も重要な功績を残した世界の人物100人」において第1位に選出されている。
エジソンは様々の異名を持ち、しばしば「発明王」と呼ばれている。また、研究所が置かれたニュージャージー州メンロパークにちなんで「The Wizard of Menlo Park（メンロパークの魔術師）」とも呼ばれた。メンロパークは、今ではエジソンと改名している。リュミエール兄弟と並んで「映画の父」とも言われている。このほか、自らの発明の権利を守るため訴訟を厭わなかったことから「訴訟王」の異名も持つ。
エジソンは「努力の人」「非常な努力家」「不屈の人」などとして知られている。幼いころから正規の教育を受けられないという困難に見舞われたが、図書館などで独学した。新聞の売り子（販売員）として働くことでわずかなお金をコツコツと貯め、自分の実験室を作った逸話などでも知られている。16歳の頃には電信技士として働くようになり、各地を放浪しつつも、自力で科学雑誌を読破して学び続けた。耳が不自由になったにもかかわらず、それに負けず、努力を積み重ね成功したことでも知られている。

## 生涯

### 出生
1847年2月11日にオハイオ州マイランで父サミュエル・オグデンJr.（1804年8月16日 - 1896年、オランダ系）と母ナンシー・エリオット（1810年1月4日 - 1871年、スコットランド系）の間に生まれた。
オランダ人系とスコットランド人系の両親から生まれたエジソンは従って、オランダ人系統オランダ系アメリカ人）と考えられている。メキシコでは「エジソンはメキシコ人だ」という言い伝えがあるが、「彼のミドルネームがアルバ (Alva) という事から誤解が生じたものであり、この言い伝えは信憑性に欠ける」という。
アルバというミドルネームは彼らの家族の友人である Captain Bradley に由来する。。父系の家系はニュージャージー州経由のオランダ人であった。トーマスは彼らの7人の子の末っ子で、トーマス・アルバが7歳のときに家族はミシガン州ポートヒューロンに移った。幼少期は通称「アル」であった。祖父のジョン・エデソンは1784年にニュージャージー州からノバスコシア州に逃れ、父親は1837～1838年の反乱に関与した後、オンタリオ州ウィーンに逃亡した。

### 幼少時代

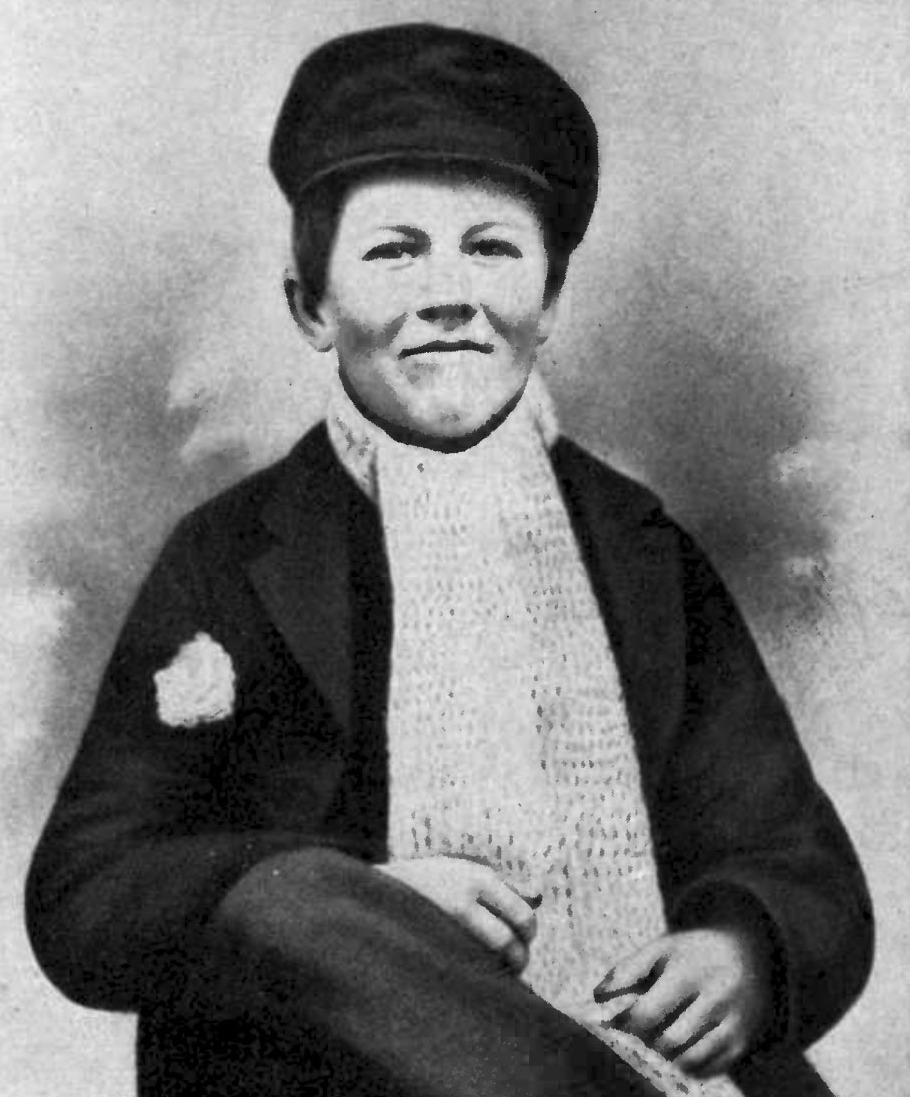
少年期のトーマス

幼少時代のトーマスは、異常なほどの知りたがり屋であった。小学校に入学したものの、教師からの理解が得られず、わずか3か月で中退した。
当時の逸話としては、算数の授業中には「1+1=2」と教えられても鵜呑みにすることができず、「1個の粘土と1個の粘土を合わせたら、大きな1個の粘土なのになぜ2個なの？」と質問したり、国語の授業中にも、「A（エー）はどうしてP（ピー）と呼ばないの？」と質問したりするといった具合で、授業中には事あるごとに「なぜ？」を連発し、教師を困らせていたという。
そのような好奇心は学校内にとどまらず、ガチョウの卵を自分で孵化させようとして、卵を抱き抱えてガチョウ小屋の中に何時間も座り込んだり、「なぜ物は燃えるのか」を知りたいと思い立ち、藁を燃やしていたところ、自宅の納屋を全焼させるという事件を起こし、父親に咎められたりしたこともあった。
これらが重なった挙句、最終的には担任の教師から「君の頭は腐っている」と吐き捨てられ、校長からも「ほかの生徒たちの迷惑になる」と言われ、前述の通り入学からわずか3か月で退学することとなった。学校教育に馴染めなかったトーマスは、自宅で独学することになった（ホームスクーリング）。トーマスが特に興味を示したのは、化学の実験であった。
現代の歴史家や医療専門家は、彼がADHDを持っていた可能性があることを示唆している。

### 少年時代
科学実験に没頭した少年時代、人間が空を飛べるようになる薬を作ろうと試み、ヘリウムガスをヒントにして薬を自作し、友人に飲ませた。エジソンの目論見としては、その薬を飲むと体内でガスが発生し、その浮力で人間が浮き上がるはずだったが、実際には薬を飲んだ友人が腹痛を起こしてもがき苦しみ、大騒ぎになった。普段はエジソンの行為に理解を示していた母親も、この件に関しては激怒し、人体実験を行うことを厳しく戒めたという（エジソンはその後も人間が空を飛ぶという夢を追求したが、前述の通り、またもや人命に関わる問題（ヘリコプター試作中の事故）で挫折することとなる）。
エジソンは 12 歳のときに聴覚障害を発症した。難聴の原因についてその後、彼は精巧な架空の話をでっち上げた。耳を引っ張られた、元ボクサーに殴られた、など話にはいくつかのバージョンがあるが、実際の彼の難聴の原因は幼少期の猩紅熱の発作と、治療されていない中耳感染症の再発に起因すると現在は推測されている。エジソンは片方の耳が完全に聞こえず、もう一方の耳はほとんど聞こえなかったので、歯を木材に挟んで頭蓋骨に音波を吸収させて音楽プレーヤーやピアノを聴いていたと言われている。年をとるにつれ、エジソンは難聴のおかげで気が散るのを避け、仕事に集中しやすくなったと考えていた。
少年時代のエジソンは持ち前の好奇心が高じて、自らの手で新聞を作り、列車の中で売って評判になったことがあった。エジソンは13歳までに週50ドルの利益を上げ、そのほとんどは電気および化学実験用の機器の購入にした。しかし、ある人物を皮肉った内容の記事を新聞に載せたところ、これを見て激怒した本人から暴行を受け、これに懲りてエジソンは新聞作りをやめたという。
また、15歳のときには働いていた鉄道の駅で、まだ幼い駅長の息子が汽車にひかれそうになったのを近くにいた中年の男と一緒に助けたことがあった。エジソンはそのお礼として駅長から電信の技術を教えてもらい、のちに彼が技術者としての人生を歩み始めるきっかけを与えてもらったという。

### 投票記録機、株式相場表示機

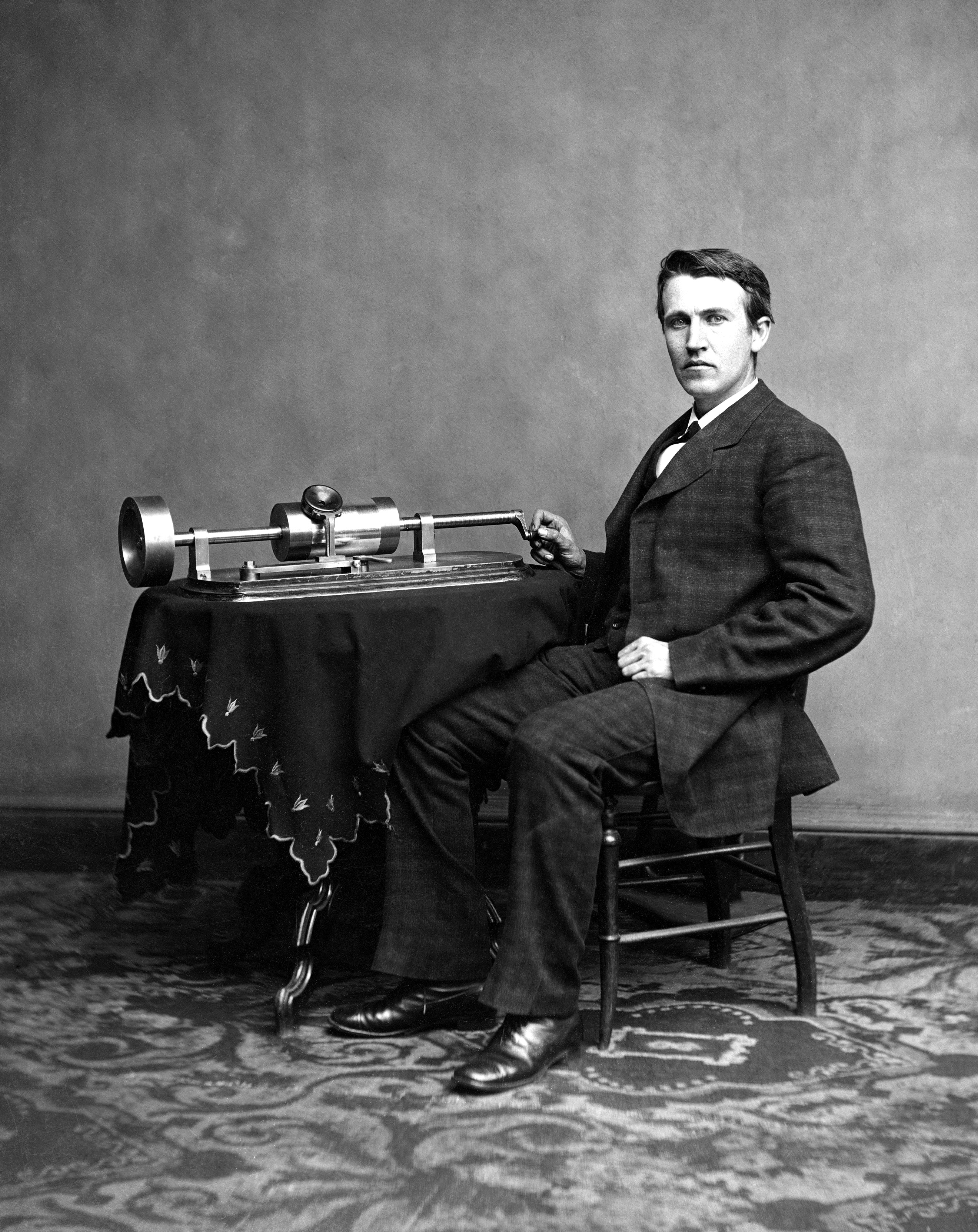
自身が開発した初期の蓄音機とともに（1878年、エジソン31歳）

このような少年時代を送ったが、その後、母親も手伝って発明を複数回行ったという。
1864年、17歳の頃のエジソンはカナダの駅で夜間電信係として働いていたが、「何事もなければ、一晩中1時間おきに勤務に就いていることを示す信号を送るだけ」という退屈な仕事に飽きてしまい、時計を使って電信機が自動で電信を送る機械を発明した。電信を機械に任せて自分は寝ていたところ、それまでと違って全く誤差なく正確に1時間おきに電信が届くようになったことを不思議に思い様子を見にきた上司に「お前が寝ていたら定時に連絡する意味がないだろう」と怒られた。これがエジソンの最初の発明だった。クビは免れたもののその後の通信ミスで列車の衝突事故を起こしかけ、本社からの出頭命令を無視して放浪生活を始める。
エジソンは1868年、21歳のときに初めて特許を取得した。それは電気投票記録機に関するもので、議会における賛成票と反対票の数を押しボタンで瞬時に集計し、投票にかかる時間を大幅に短縮できる画期的な発明となるはずだった。しかし、実際の連邦議会や各州の議会では、野党の議員による投票中のフィリバスターや与党の議員との交渉ができなくなるという理由により、全く採用されなかった。エジソンはこの苦い経験を通して、いくら立派な発明でも人々が喜んでくれなければ何の意味もないことを痛感し、その後は周囲の人々の意見や要望をよく聞いてから発明に取り組むようになったという。その後、押しボタン式の投票装置は、エジソンの発明から130年後にあたる1998年に日本の参議院に導入された。
その翌年の1869年、エジソンが22歳のときに特許を取得した株式相場表示機（ティッカー）は業界から大いに歓迎され、その特許権を譲ってもらいたいという申し出があった。最初、エジソン自身は5,000ドルほどで特許権を売るつもりであったが、実際には4万ドル（現在の日本円で約2億円相当）で買い取られ、エジソンは当初の予想より8倍も高い金額を提示されて、心臓が止まるかと思うほど驚いたという。こうしてエジソンは発明家としての人生を本格的に歩んでいくことになった。

### 電話、蓄音機、白熱電球

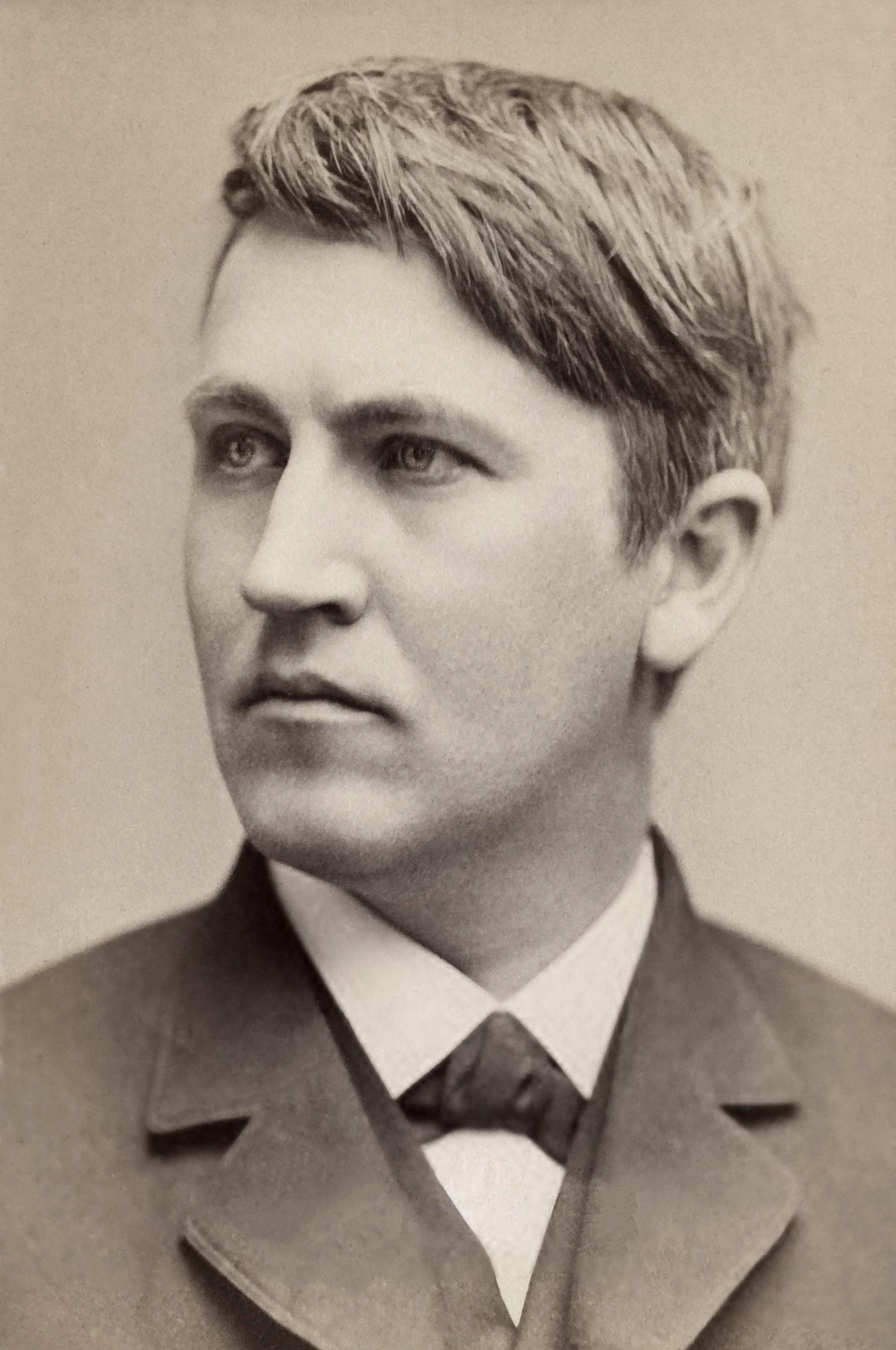
トーマス・エジソン（1878年）

1877年に蓄音機の実用化（商品化）で名声を獲得。ニュージャージー州にメンロパーク研究室を設立し、集まった人材を発明集団として機能させるべく、マネジメント面で辣腕を振るった。
研究所では電話、蓄音器（つまり録音・再生装置）、電気鉄道、鉱石分離装置、電灯照明などを矢継ぎ早に商品化した。中でも注力したのは白熱電球であり、数多い先行の白熱電球を実用的に改良した。彼は白熱電球の名称をゾロアスター教の光と英知の神、アフラ・マズダーから引用し、「マズダ」と名付けている。この特許の有効性について訴訟が起こり、裁判で特許（番号223,898）が有効と判定されるまでに時間がかかった。一方で白熱電球の売り込みのための合弁会社を設立し、直流の電力を供給するシステムを確立させる。
1887年にニュージャージー州のウェストオレンジ研究室に移る。ここでは動画撮影機キネトグラフを発明したと言われているが、実は部下のウィリアム・ディックソンの発明である。1893年には、ウエスト・オレンジ研究所の敷地内にアメリカ初の映画スタジオ「ブラック・マリア（Edison's Black Maria）」を設立し、ウィリアム・ディックソン、ウィリアム・ハイセを監督に、キネトスコープ用の白黒フィルムを制作し始めた。1901年にはマンハッタンに、1907年にはブロンクスに新しい映画スタジオ（Edison Manufacturing Company、のちにThomas A. Edison, Inc.と改名）を開き、約1,200本のフィルムを制作した。

### 晩年
ゴールデンロッド（goldenrod、和名：セイタカアワダチソウ）からゴムを取るのに成功したとも言われている。
鉱山経営などにも手を出すが失敗。高齢となって会社経営からは身を引くが、研究所に籠り、死者との交信の実験（霊界との通信機の研究。霊界通信装置スピリットフォンの開発）を続けた。1914年12月に研究所が火事で全焼して約200万ドルの損害を被ったが、臆せずその後も死者との交信について関心を持ち研究を続けた。後述するが、これはエジソンなりの生命や魂についての科学技術的アプローチであり、現代科学的価値観ではその先に道が無いことがわかっていたとしても、当時のエジソンは出来得る技術を追求していたに過ぎない。また、当時の欧米の知識人・文化人の間では心霊・オカルトなどが流行最先端、つまりブームでもあった。
エジソンは、1931年10月18日、ニュージャージー州ウェストオレンジのルウェリンパークにある自宅「グレンモント」で糖尿病の合併症により死亡した（満84歳没）。この家は、1886年に後妻のミナへの結婚祝いとして購入したものである。スティーブン・J・ハーベン牧師が葬式を執り行った。エジソンは家の裏に埋葬されている。
エジソンの最後の息が、デトロイト近くのヘンリー フォード博物館の試験管に収められていると伝えられている。伝えられているところによると、親友であったフォードはエジソンの息子チャールズに、彼の死ぬ瞬間に口元に試験管を宛がい、最後の息を封印するよう説得した。これは現在の科学では荒唐無稽であるが、エジソンとフォードが「人は死んだ時、口から魂が抜ける」と信じていたためである。フォードはエジソンの最後の息、つまり魂を封印しておいて、近い将来に蘇生術が完成した時、この息を使ってエジソンを復活させようと考えていた。。チャールズはこれを断ったがしかし、最後の時を迎えた部屋には八本の試験官が設置してあり、臨終の直後にそれらは蝋で封印された、と伝わっている。石膏のデスマスクとエジソンの手の型も作られた。後妻のミナは1947年に亡くなった。

## 家族と友人
エジソンは生涯に2度結婚しており、それぞれ3人ずつ6人の子をもうけている。

### 1度目の結婚
1871年12月25日に、自社の子会社の従業員であった16歳のメアリー・スティルウェルと最初の結婚をした。メアリーとの間には1873年にマリオン・エジソン、1876年にトーマス・エジソン・ジュニア、1878年にウィリアム・エジソンの3人の子が生まれたが、多忙だったエジソンがあまり家に寄りつかなかったこともありメアリーは引きこもりがちになり、次第に体調を崩していき1884年8月9日に29歳でこの世を去った。

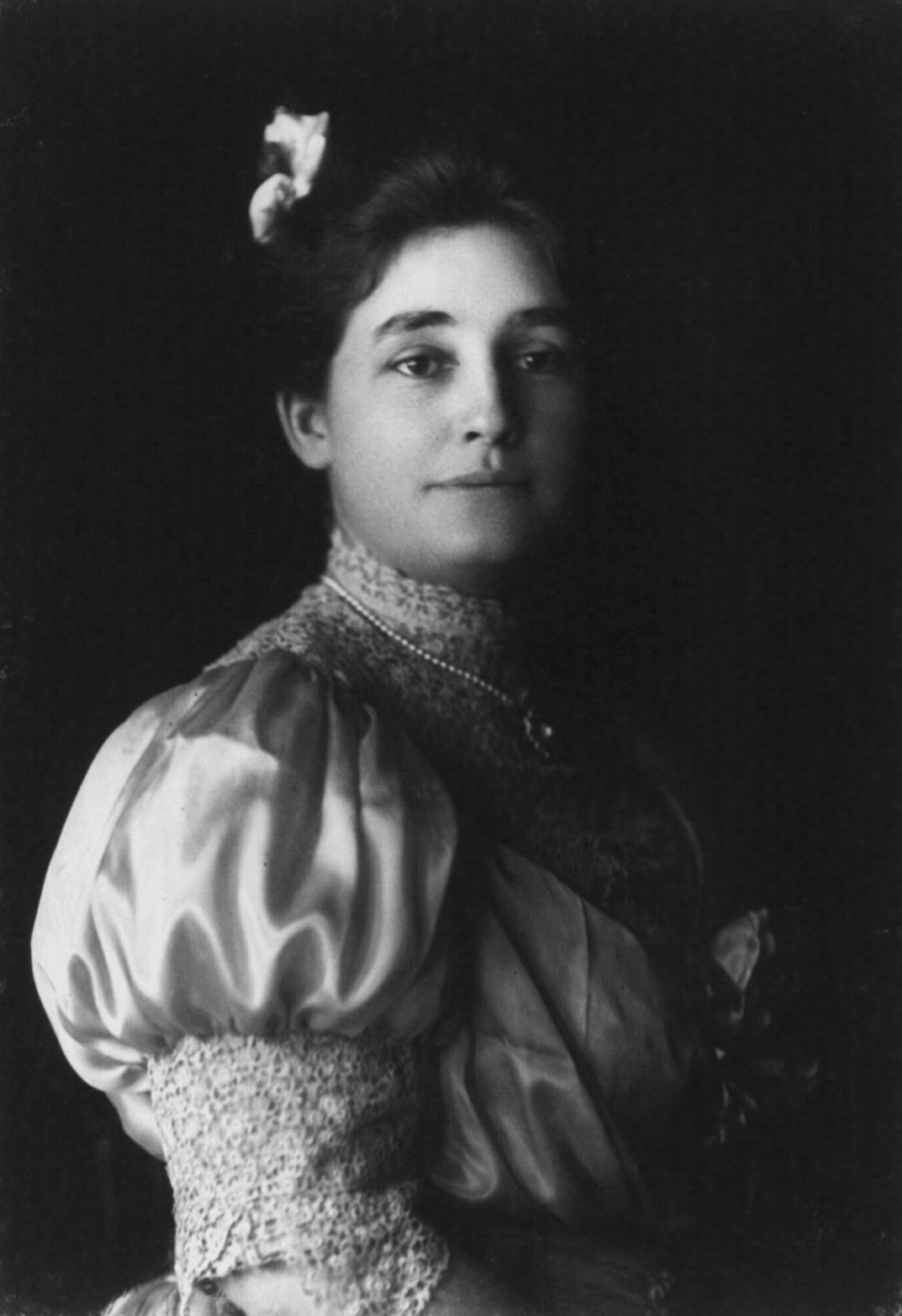
妻、ミナ（1906年）

### 2度目の結婚
メアリーの死後、エジソンは同じく富裕な発明家・実業家であったルイス・ミラーの娘である20歳のミナ・ミラー（Mina Miller Edison、1865年 - 1947年）と1886年2月24日にオハイオ州のアクロンで結婚した。ミナとの間には、1888年にマドレーン・エジソン、1890年にはエジソン死後にエジソンの事業を引き継ぐとともに政治家となってニュージャージー州知事やアメリカ海軍長官代行を務めたチャールズ・エジソン、1898年には父同様、発明家・環境活動家となったセオドア・エジソンの3人の子をもうけている。ミナはエジソンとの死別をしたのち、1947年に82歳でこの世を去った。なおプロポーズはモールス信号にて行ったという。

### 友人
自動車王のヘンリー・フォードとは生涯の友人であった。この2人が初めて会ったのは1896年のことであり、当時はフォードはエジソン電灯会社の社員であった。フォードが発明したばかりのガソリン自動車の説明をすると、エジソンはテーブルを拳で叩いて喜び、フォードを励ました。その後、1912年にフォードがエジソンに業務提携を持ちかけ、提携自体はうまくいかなかったものの友情は続いた。フォードは1967年、エジソンは1969年に、それぞれ自動車殿堂入りをしている。
フォードはエジソンの親友ではあったものの「発明家としてはともかく、経営者としては三流」とエジソンの経営者としての手腕ははっきりと酷評していた。
晩年の1914年から1924年にかけて2人は毎年、車でキャンプ旅行に出かけていた。老いたエジソンが車椅子生活になると、フォードも車椅子を購入した。二人で車椅子レースをするためだったと伝わる。

## 発明とその裏側
- 1868年：電気投票記録機
- 1869年：株式相場表示機

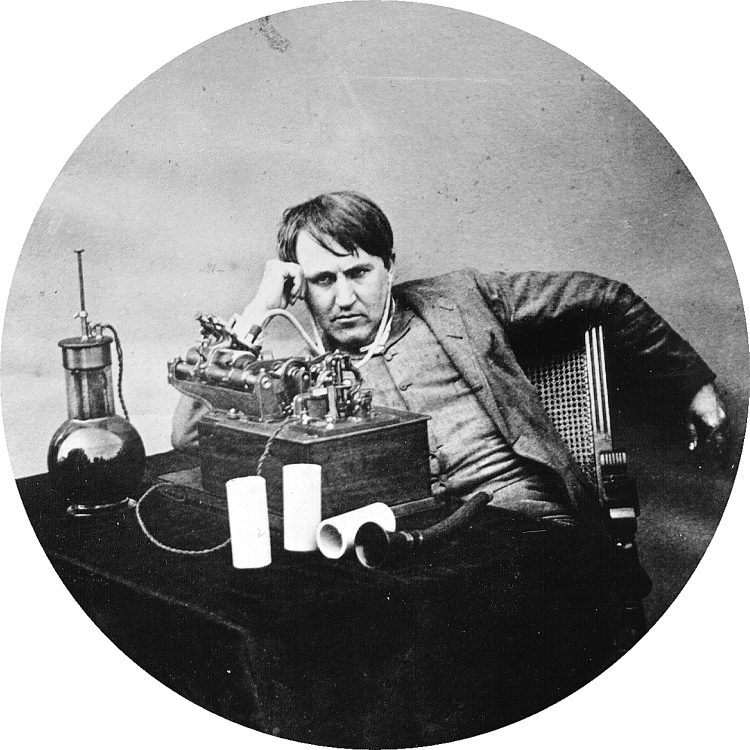
トーマス・エジソンと初期の蓄音器

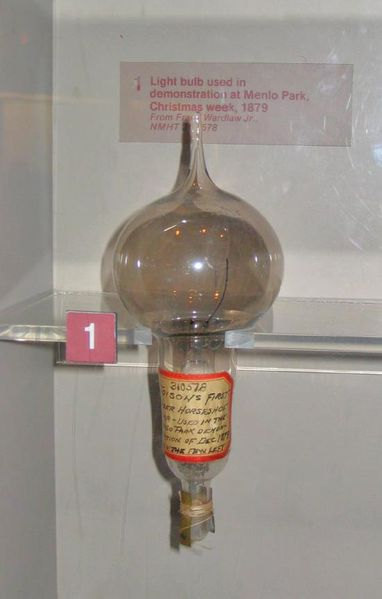
1879年にメンロパークでのデモンストレーションで使われた電球

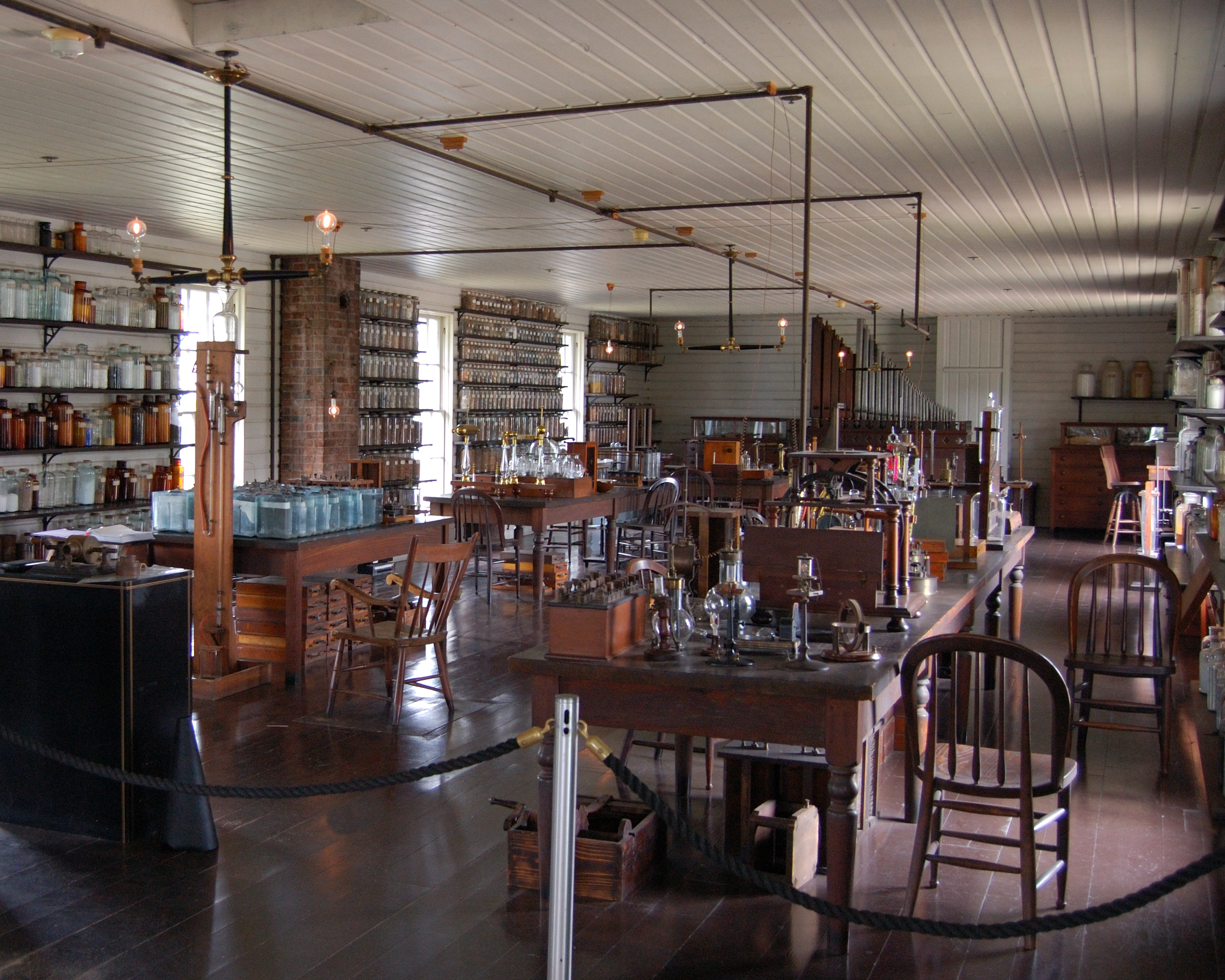
復元されたメンロパークの研究所（フォード博物館内）。ただし、本物のメンロパーク研究所は散らかっていたという。

- 1877年：電話機・蓄音機[E 3]
- 1879年：電球
- 1880年：発電機
- 1888年：改良型蓄音機
- 1891年：のぞき眼鏡式映写機キネトスコープ
- 1897年：改良映写機ヴァイタスコープ
- 1910年：トースター

エジソンの功績はたぐいまれなものがあるが、改良発明も多く、盗作疑惑のあるものや、誹謗中傷を受けたものも多い。これは彼自身の性格に起因する面がある一方、エジソンの遺産相続の紛糾に起因する面もある。
発明の中には、エジソンがゼロから思いついたものなのか、他人のアイデアを改良したものであるのかが、既に分からなくなってしまっているものもある。アメリカの発明家チャールズ・ケタリングの「成功の99パーセントは、いままでの失敗の上に築かれる」という言葉から分かるように、エジソンの発明の「本当に最初の」発明者を決めるのは困難である。

### 電話機
電話機の発明はアメリカ大陸における電信事業を独占していたウエスタンユニオンに依頼されて着手した。その結果、電話に関する特許を得たグラハム・ベルとその後援者たちと対立するにいたる。送話器（マイクロフォン）において、ベルの電磁石を利用したダイナミックマイクに代わって炭素粒を用いたカーボンマイクを採用し、また誘導コイルにより送話距離を延ばしたのはエジソンの功績である。長距離で利用するためには、リー・ド・フォレストが原型を発明した「三極真空管」製品化まで待たなければならなかったが、「エジソン効果」の発見・発明がなければジョン・フレミングによる（三極）真空管の発明が遅れたであろうことは言うまでもない。エジソンは、ベルが電話機の発明者とされたことには最後まで納得がいかなかったとされる。

### 無線機
一方で無線機の発明については、あっさりとグリエルモ・マルコーニに手柄を譲っている。この点は輸出も狙っていたエジソンは上流階級出身者でイギリスやヨーロッパの官庁に強いコネクションを持つマルコーニと正面からけんかをしたくなかったとも、元々はアマチュアで変調などについても知識の浅いマルコーニを敵とすら見ていなかったともされている。そもそも電波については、ジェームズ・クラーク・マクスウェルが予言しハインリヒ・ヘルツが実証した時点で世界中で開発ブームとなったことから、順番争いよりも関連特許取得の競争が重要であった。この点はマルコーニもエジソンもどちらも資本家であることから認識を同じくして、どちら側も買収戦争に参加している。

### 白熱電球
一般には「白熱電球の発明者はエジソンである」という説が広まっているが、実際に白熱電球を発明したのはジョゼフ・スワンである。エジソンは、フィラメントとして数千種類の素材を試したが、どれも数十時間で焼き切れてしまった。手近にあった中国の扇子を解体して竹を取り出して竹炭にして使ってみたところ、長くもった。これに注目したエジソンは、世界各地にフィラメントに適した竹を探す調査員を派遣し、来日した探検家のウィリアム・ムーアが、石清水八幡宮がある男山の竹が良質だと聞き、京都府八幡村（現・八幡市）の竹を入手。これから作られたフィラメントは約1,000時間光り続けた。エジソンは、フィラメントをセルロースに切り替えるまで約10年間、八幡の竹を使い続けた。竹はのちにタングステンに取って代わられた。そのため、エジソンは「電球の発明者」ではなく、電球を改良して「電灯の事業化に成功した人」とされる。エジソンは配電システムを構築し、トースターや電気アイロンなどの電気製品を発明した。このために広く家庭に電気が普及したのである。

### 映画
映画の発明においてはリュミエール兄弟やオーギュスタン・ルプランスに遅れをとるも、ジョージ・イーストマンの協力により、セルロイド製の長尺フィルムを手に入れることにより巻き返す。エジソンとエジソンの研究所のスタッフが規格化（デファクトスタンダード）した35mmフィルムのスプロケットの規格は現在でも使われている。この点はGEの資本力が映画業界にも及んでいたことの証明でもある。映写機やカメラの特許を有するエジソンは、爆発的に拡大していた映画市場から利益を回収するため、映画会社に対して特許をめぐる訴訟を連発し、エジソンは疲弊した映画会社各社からの申し出を受けて特許を共同保有するモーション・ピクチャー・パテンツ・カンパニー（MPPC、別名エジソントラスト）を設立した。MPPCは映画フィルムの定額レンタル制を導入し、耐久年数の過ぎたフィルムが各地で上映されていたり、映画会社が映画館に映画を売り込むために内容ではなく安売りで競争したりしていた状態を終わらせた。しかし、MPPCに入れなかった映画会社の多くはエジソンからの特許料徴収と訴訟に耐えられず事業を畳み、諦めなかった会社は西海岸のハリウッドに逃げて映画製作を続けた（これが後にハリウッドが映画の都になった要因である）。なお、MPPCは1915年にトラストを規制するシャーマン法に違反するとの連邦裁判所の判決が出された。上訴も却下され、1918年にMPPCは終焉を迎えた。

## 発明活動

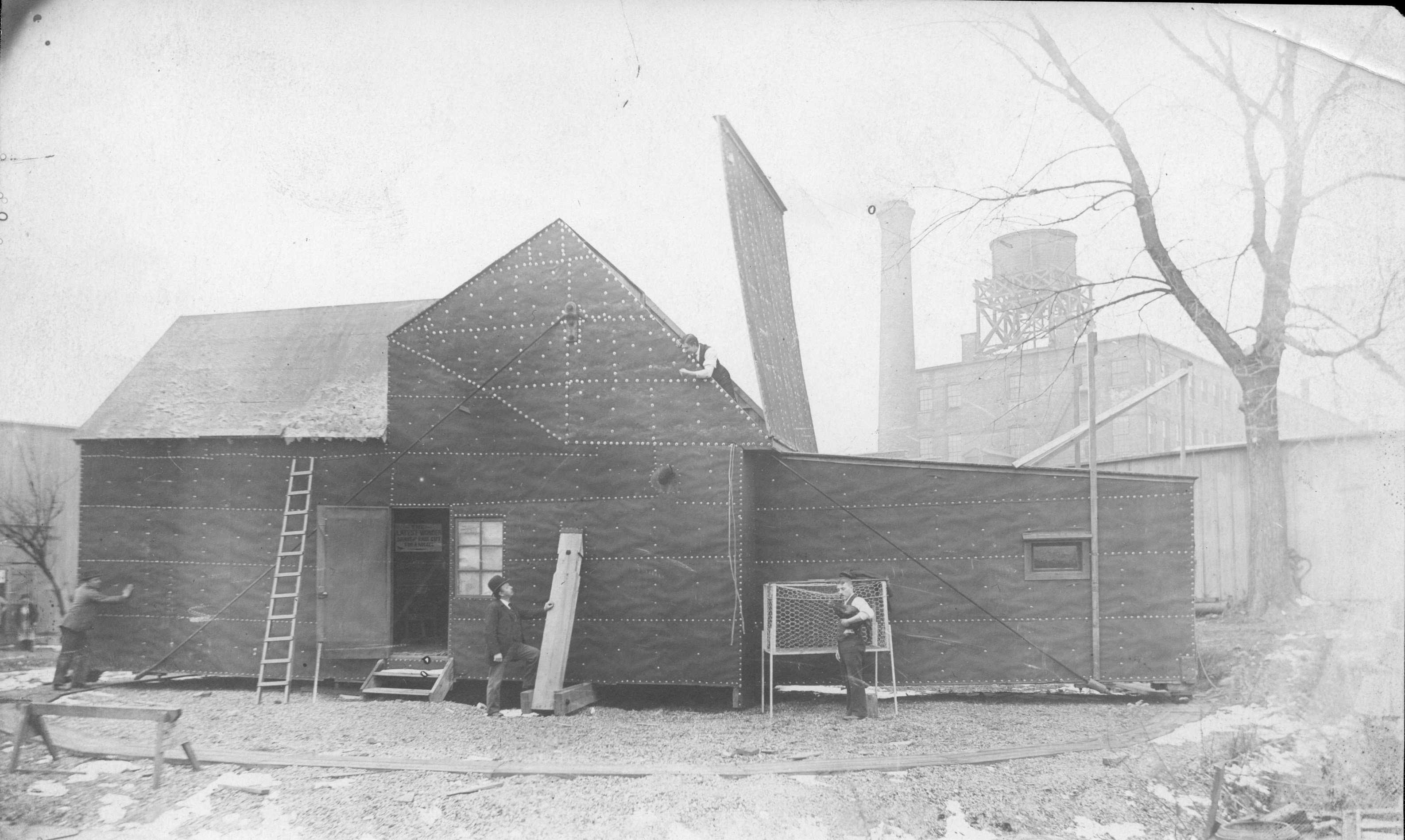
エジソンの映画スタジオ、ブラック・マリア（1893年）

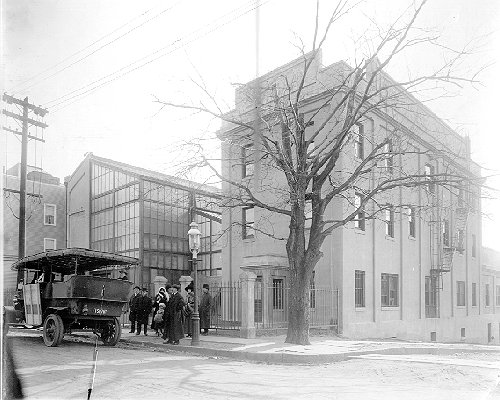
ブロンクスのエジソン映画スタジオ（1907年 - 1918年）

### 一日24時間体制
発明のための研究に関しては昼も夜も関係なく、時間を忘れて没頭していた。普段の睡眠時間も30分ほどの仮眠を1日数回、合計3時間ほどしか取らず、ほぼ24時間体制と言ってよいスケジュールで仕事を続けていたため、「エジソンの研究所の時計には針がない」とまで噂されたほどであった。彼は後年、「私の若いころには、1日8時間労働などというものはなかった。私が仕事を1日8時間に限っていたら、成功はおぼつかなかったはずだ」と語っている。彼は84歳で亡くなったが、80歳を過ぎてもなお「私にはまだやらなければならない仕事がある。少なくともあと15年は働かなければならない」と言いながら1日16時間のペースで仕事を続けていた。

### 仕事への没頭
一つの物事に熱中すると、他のことは完全に忘れてしまうことが度々あった。彼が考えごとをしていたとき、話しかけてきた妻のミナに「君は誰だ？」と質問し、ミナを怒らせたことがあったという。

### 柔軟な思考
エジソンの助手の1人が電球の容積を算出するために複雑な計算に取り組んでいたとき、エジソンは「私なら電球に水を入れて容積を量るよ」と言った。エジソンが学校などで教わる常識の枠にとらわれず、物事を柔軟に思考する実践派の研究者であったことを示すエピソードである。

### プロパガンダ
ニコラ・テスラやウェスティングハウスとの戦いでは、「交流電流は危険」とのイメージを人々に持たせるために、交流電流を利用した処刑椅子の発明等様々な汚いプロパガンダ工作を行ったことなどの汚点でも知られている（またジョルジュ・メリエスの傑作『月世界旅行』を公開前に無断で複製し、アメリカ中の映画館に売りつけ巨額の富を得たという事実も存在する）。

### Hello
英単語の「Hello」を最初に使い出したのはエジソンだという説がエジソン信奉者によって唱えられたことがあったが、これより以前のマーク・トウェインの作品で既にこの語が用いられている。「Hello」は19世紀前半に使われるようになったが、電話の挨拶に頻繁に使われるようになり、1883年には辞書に載った。

## 健康と思想

### 菜食主義
1905年、左の乳様突起膿瘍の除去手術を受けた。病を機に、肉を完全に断つ菜食主義を実践した。そして、他の生き物に危害を加えない非暴力こそが、最高の倫理につながり、進化の目標であると説いている。

### スピリチュアル
エジソンには超自然的、オカルト的なものに魅せられていたという一面もあった。ブラヴァツキー夫人やバート・リーズの降霊術を信じており、ブラヴァツキー夫人の開く神智学会に出席したこともある。また、来世を信じ、後半生は死者と交信する電信装置（Spirit Phone）を研究していた。ただし、あくまでエジソンは合理主義者を自負しており、1920年代を通じて常に自由思想家協会を支持していた。
エジソンは「人間の魂もエネルギーである」と考え、「宇宙のエネルギーの一部である」と考えていた。「エネルギーは不変なので、魂というエネルギーは人間の死後も存在し、このエネルギーの蓄積こそが記憶なのだ」と考えていた。エジソンの言葉によれば、自分の頭で発明をしたのではなく、自分自身は自然界のメッセージの受信機で、「宇宙という大きな存在からメッセージを受け取ってそれを記録することで発明としていたに過ぎない」のだという。

## 名言
Genius is one percent inspiration, 99 percent perspiration.
一般に日本語では「天才は1%のひらめきと99%の努力」であると翻訳され、努力の重要性を物語る発言として広く知られているが、日本の政治家である浜田和幸は、この表現の本当の意味を「1%のひらめきがなければ99%の努力は無駄である」とした。しかし適切な翻訳にはバックエンドを加味する必要があり、エジソンが多数の失敗を乗り越えて発明を繰り返してきた経歴を鑑みると、努力を無駄とする翻訳はエジソンが主張したかった点を取り違えている可能性がある。また、エジソンはさまざまなインタビューにおいて努力こそがひらめきに必要なものであり、努力がもっとも重要であるという趣旨の発言を多くしている。また当の発言はエジソンの死後1932年に発表されたものであり、まったく同じ発言をしたという明確な証拠はない。現代アメリカでも「天才には努力が必要」の意味で用いられている。
I never did a day’s work in my life. It was all fun.
僕は一日たりとも、いわゆる労働っていうものはした事がない。何をやっても楽しくてたまらないからさ。
If there is no good initial inspiration, it’s useless even if much effort. But people that effort alone, not only are wasting energy.
最初のひらめきが良くなければ、いくら努力してもダメだ。ただ努力だけという人は、エネルギーを無駄にしているにすぎない。
Just because something doesn't do what you planned it to do doesn't mean it's useless.
何かが君の考えたとおりに運ばなかったからといって、それが役立たずだという意味にはならない。
I have not failed, I've just found 10,000 ways that won't work.
僕は失敗なんかしちゃいない。うまくいかないやり方を10000通り見つけただけさ。

## 後世の評価、顕彰等

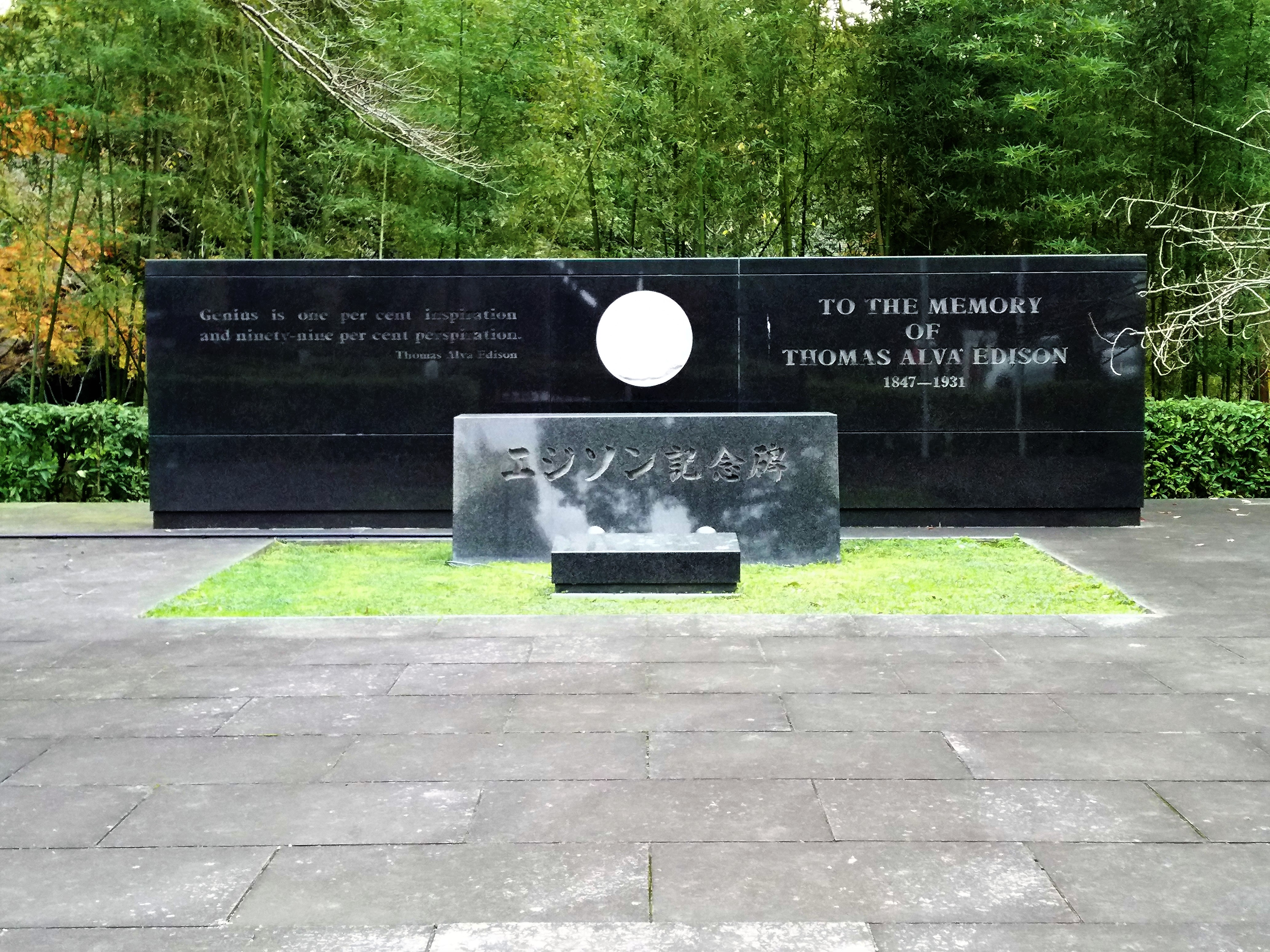
石清水八幡宮境内の隣にあるエジソン記念碑（京都府八幡市）

- エジソンプロジェクトという、エジソンが残した500万枚以上のメモや記録を整理、分析するという計画がアメリカで進行しているが、全貌の解明には至っていない。
- 映画の発明に関して様々な説があり、その特許紛争や対立する各社との経緯、エジソン作品の内容については、マック・セネット著『<喜劇映画>を発明した男 帝王マック・セネット、自らを語る』（作品社・刊）に詳しく述べられている。
- Life誌が1999年に発表した「この1000年で最も重要な功績を残した世界の人物100人」において第1位に選出されている[3]。
- 彼の数々の発明品の中で商業的に成り立つものは大量生産され、大量生産・大量消費の時代へと導いた。それらの製品は現在、栃木県下都賀郡壬生町にあるバンダイミュージアムに収蔵されており、往時を偲ぶことが出来る。
- アメリカ国内の電力・配電会社の社名でエジソンの名前を冠しているところは少なくない。コンソリデイテッド・エジソン（ニューヨーク）、サザンカルフォルニア・エジソン（ロサンゼルス）、コモンウエルズ・エジソン（シカゴ）などが挙げられる。
- エジソンはフィクションの世界でも英雄として描かれた。1886年にヴィリエ・ド・リラダンに書かれた『未来のイヴ』（L'Ève future）においては女性型アンドロイドを制作している。1898年にギャレット・P・サービスより書かれたSF小説『エジソンの火星征服』（Edison's Conquest of Mars）は、H・G・ウェルズの『宇宙戦争』の後日談で、エジソンをはじめとした人々が協力して火星に攻め込む話であった。
- 白熱電球の改良でフィラメントに使用した竹の産地である、京都府八幡市男山の石清水八幡宮境内に彼の記念碑がある。電気・電波・コンピュータの守護神として崇敬を集めている電電宮がある京都嵐山の法輪寺にも記念碑がある。また、これが縁で石清水八幡宮がある京都府八幡市はエジソンの生誕地であるマイランと友好都市の提携をしている[6][36]。

### 受賞
- 1887年 - マテウチ・メダル
- 1892年 - アルバート・メダル
- 1895年 - ランフォード賞
- 1908年 - ジョン・フリッツ・メダル
- 1915年 - フランクリン・メダル
- 1929年 - ジョン・スコット賞